# Nova República

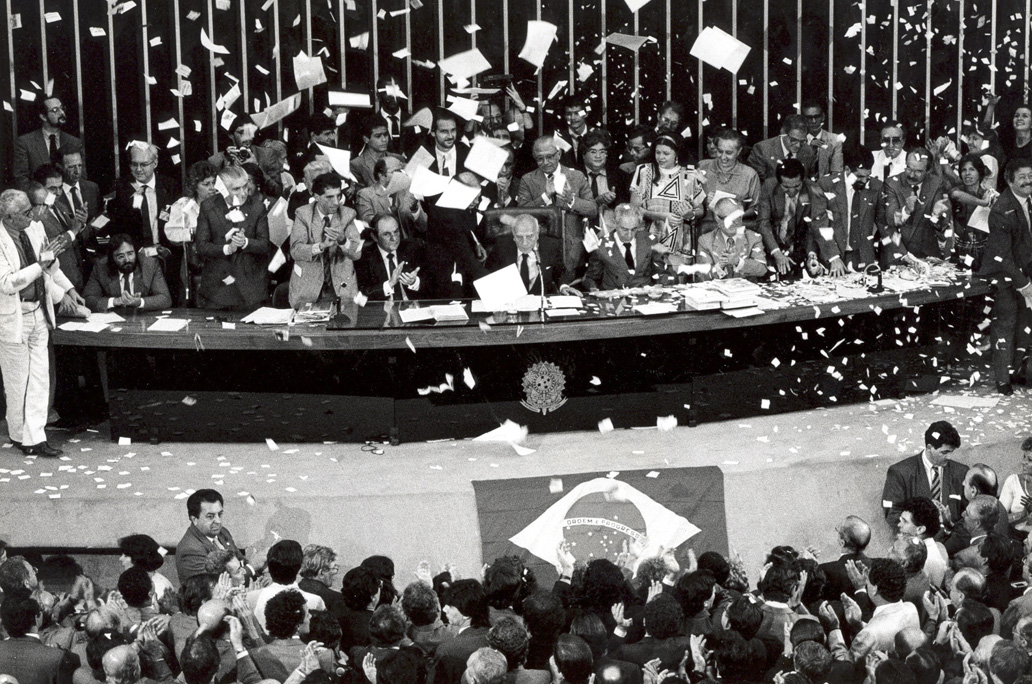
Promulgazione della Costituzione del 1988

La Nova República, o Sesta Repubblica brasiliana, è il periodo della storia brasiliana che va dalla fine della  ventennale dittatura militare ai giorni nostri. È caratterizzato da un'ampia democratizzazione politica del Brasile e dalla sua stabilizzazione economica.
Di solito si considera che sia iniziato nel 1985, quando il candidato dell'opposizione Tancredo Neves vinse un'elezione indiretta nel Collegio elettorale contro il candidato "situacionista" Paulo Maluf, succedendo all'ultimo presidente militare, João Figueiredo. Tancredo morì prima di entrare in carica. Il suo vicepresidente, José Sarney, assunse la presidenza al suo posto. Sotto il suo governo fu promulgata la Costituzione del 1988, che istituiva uno Stato di diritto democratico e una repubblica presidenziale.
Contestualizzando, ha attraversato gli ultimi anni del periodo della storia mondiale noto come guerra fredda, terminato dopo le rivoluzioni del 1989 e il crollo dell'Unione Sovietica nel 1991. Da allora coincide con l'attuale periodo storico, l'era della globalizzazione.
La Sesta Repubblica è il terzo regime politico più longevo del Brasile, dopo l'Impero brasiliano (dal 7 settembre 1822 al 15 novembre 1889) e la Prima Repubblica (dal 15 novembre 1889 al 24 ottobre 1930). La Sesta Repubblica potrebbe superare la Prima Repubblica (durata 14 951 giorni) come secondo regime brasiliano più longevo (e come repubblica brasiliana più longeva) il 20 febbraio 2026.

## Collasso della dittatura militare

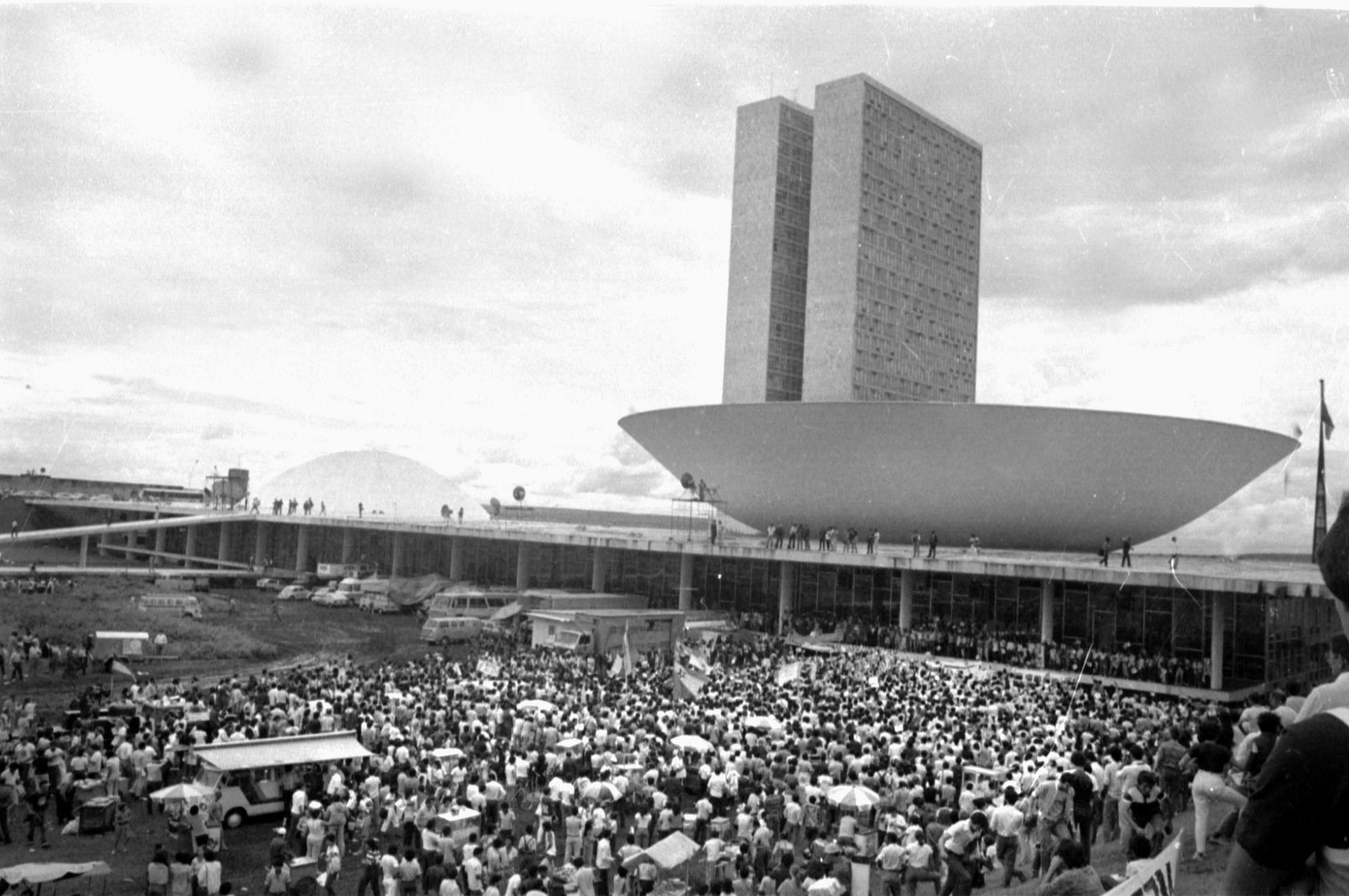
Manifestazione di Diretas Já a Brasília, davanti al Congresso nazionale

Il Brasile era governato, sin dal 1964, da una dittatura militare, caratterizzata in campo politico dalla repressione politica e in campo economico dal desenvolvimentismo, con investimenti nelle industrie di base, nell'agricoltura, e nella sostituzione dei prodotti importati, nonché da una campagna nazionalista. All'apice della dittatura, all'inizio degli anni 1970, il Brasile viveva un periodo di "miracolo economico", guidato da un governo centralizzato e autoritario.
Tuttavia, a causa delle crisi economiche internazionali a partire dal 1973 (la crisi petrolifera), la forte crescita economica del Brasile si interruppe e la pressione sociale iniziò ad aumentare. Le istanze della classe media per maggiori libertà, fine della censura, per un'amnistia e per il controllo dell'inflazione continuarono a destabilizzare il governo brasiliano fino al termine del decennio. Il governo quindi iniziò a impostare una lenta transizione verso la democrazia. Su iniziativa del presidente Ernesto Geisel nel 1976, alcune libertà vennero restituite al popolo brasiliano, ma lentamente. Il generale dell'esercito João Figueiredo fu eletto dal Colégio eleitoral brasiliano nel 1979, con la promessa di riportare la democrazia in Brasile. Nel suo governo, fu garantita l'amnistia generale e senza restrizioni a tutti i perseguitati politici, e furono praticate alcune riforme politiche ed economiche, come il ritorno all'elezione diretta dei governatori degli Stati e al pluripartitismo. Nel frattempo, l'inflazione aumentava.
Negli anni 1980, analogamente ad altri regimi militari latinoamericani, la dittatura brasiliana iniziò a decadere, con il governo che non riusciva più a stimolare l'economia, controllare l'iperinflazione cronica e i crescenti livelli di concentrazione della rendita e povertà che conseguivano al suo progetto economico; questa congiuntura diede impulso al movimento per la democrazia. Il governo approvò una legge di amnistia per i reati politici commessi a favore e contro il regime, furono allentate le restrizioni alle libertà civili, e poi, nel 1984 furono indette elezioni presidenziali con candidati civili e militari.

## Transizione: Tancredo Neves e il Governo Sarney (1985–1990)
Benché eletto, Neves non entrò mai in carica. A causa di una complicazione della sua malattia, Tancredo Neves fu ricoverato in ospedale, dove fu operato il 14 marzo 1985 e contrasse un'infezione ospedaliera. Il giorno del suo insediamento, il 15 marzo 1985, José Sarney assunse l'incarico ad interim. Il 21 aprile, il portavoce della Repubblica diede ufficialmente l'annuncio del decesso del Presidente Tancredo Neves. Da quel giorno, Sarney venne riconosciuto come presidente ad ogni effetto.
Il 1 marzo 1986 Sarney e la sua squadra economica guidata da Dilson Funaro, ministro delle Finanze, lanciarono il "Plano Cruzado", complesso di misure per contenere l'inflazione, tra le quali il congelamento generale dei prezzi e la creazione di una nuova moneta, il Cruzado (Cz$), equivalente a mille Cruzeiro (Cr$) (valuta precedente). Sarney fece appello alla popolazione che diede ampio appoggio al piano, tanto che alcuni si dichiaravano "ispettori di Sarney" e denunciavano le violazioni al congelamento dei prezzi. Il PMDB, anche grazie alla popolarità riscossa dal piano, vinse le elezioni dei governatori del 1986 praticamente in tutti gli Stati [federati brasiliani] (con l'eccezione dell'Alagoas). Tuttavia, dopo le elezioni, il 21 novembre 1986 il governo decretò il "Plano Cruzado II", con cui liberalizzava daccapo il prezzi. Tale mossa suscitò malcontento nella popolazione verso il governo, dato che molti ravvisarono nel Plano Cruzado (originario) una mera strategia elettoralistica. L'inflazione tornò a salire, la crisi si diffuse e il 20 gennaio 1987 il governo decretò una moratoria, sospendendo il pagamento del debito estero.
Il 29 aprile 1987 il governo sostituì Funaro con Luiz Carlos Bresser-Pereira, che con l'inflazione in aumento lanciò il "Plano Bresser", introducendo un nuovo congelamento dei prezzi nel giugno 1987, e ponendo fine alla moratoria. L'inflazione tornò a salire e il 6 gennaio 1988 Bresser fu sostituito da Maílson da Nóbrega. La democrazia fu pienamente ripristinata nel 1988, quando fu promulgata l'attuale Costituzione federale.

## Governi Collor e Itamar Franco (1990–1994)
Nel 1989 l'ex governatore dello Stato di Alagoas, Fernando Collor, praticamente sconosciuto nel resto del Paese, grazie ad un'aggressiva campagna basata sulla promessa di combattere la corruzione ("lotta ai maragià"), si costruì un'immagine di leader giovane e dinamico, che rivendicava il ruolo di politico di destra progressista (la sua formazione era l'inespressivo Partido da Reconstrução Nacional). Giovandosi dell'appoggio di settori che temevano la vittoria del candidato del PT, Luiz Inácio da Silva, Fernando Collor fu eletto presidente, nelle prime votazioni dirette per quella carica dal 1960. Nel frattempo, dopo due anni, il fratello stesso del presidente, Pedro Collor de Mello, denunciò pubblicamente la corruzione mediante un sistema di favoritismi costruito dal tesoriere della campagna elettorale, PC Farias (anagraficamente, Paulo César Siqueira Cavalcante Farias). Senza alcuna resistenza opposta dall'esecutivo, il Congresso Nazionale istituì una CPI le cui conclusioni sfociarono nella richiesta di rimozione del presidente (impeachment).
Durante il processo, TV Globo trasmise il programma Anos rebeldes, di Gilberto Braga, uma serie drammatica ambientata nelle manifestazioni del 1968, che fu di ispirazione per il movimento delle caras-pintadas ("facce dipinte"), che con altoparlanti montati su automobili chiedevano giustizia e un Brasile migliore. Fernando Collor de Mello si dimise prima che il suo impeachment fosse approvato dal Congresso, ma i suoi diritti politici furono comunque sospesi per otto anni, benché la legge in vigore all'epoca prevedesse la sospensione del processo in caso di dimissioni prima della sua conclusione. In seguito Collor si trasferì a Miami. Fu prosciolto in tutti i procedimenti avviati contro di lui per la sua gestione. PC Farias lasciò il Paese per alcuni anni, e — rimasto vedovo — fu ricondotto dalla polizia federale nell'Alagoas, ma, nel 1996, fu trovato nella sua camera da letto morto per una ferita da arma da fuoco.
A Collor de Mello successe il vicepresidente Itamar Franco nella cui amministrazione venne adottato il Plano Real, un piano economico senza precedenti attuato dalla squadra dell'allora ministro delle Finanze, Fernando Henrique Cardoso (FHC). Percependo che l'iperinflazione brasiliana era anche un fenomeno emotivo di separazione dell'"unità monetaria di scambio" dall'"unità monetaria di conto", il piano concentrò tutti gli indici di adeguamento dei prezzi esistenti in un unico indice, l'Unità Reale di Valore, o URV. Essa, in seguito, fu trasformata in moneta corrente, il Real, iniziando così il controllo del più grande problema economico del Brasile, l'inflazione. Ancora più tardi, numerose importanti misure rafforzarono la stabilità della moneta, evitando gli errori del passato.
Il 21 aprile 1993 si tenne il referendum costituzionale per decidere se restaurare la monarchia dei discendenti brasiliani dei Braganza e se mantenere il regime presidenziale.

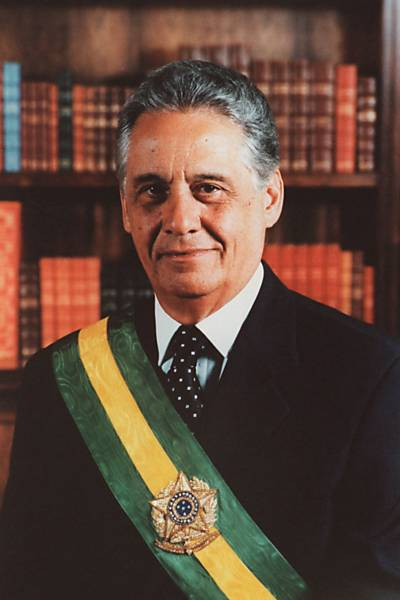
Fernando Henrique Cardoso, ideatore del Plano Real, fu eletto presidente nel 1994 e rieletto nel 1998

## Governo FHC (1995–2002)
Grazie al successo del Plano Real, Fernando Henrique Cardoso, venne eletto presidente nel 1994, ottenendo il secondo mandato nel 1998. Il suo primo periodo di presidenza iniziò il 1 gennaio 1995. Il presidente Cardoso pose le basi per conseguire la stabilità di lungo termine, la crescita economica e la riduzione delle estreme disuguaglianze socioeconomiche del Brasile. Le sue proposte al Congresso includevano emendamenti costituzionali per aprire l'economia brasiliana a maggiori investimenti stranieri e per attuare riforme radicali - tra cui la sicurezza sociale, la pubblica amministrazione e la tassazione - per ridurre l'eccessiva spesa del settore pubblico e migliorare l'efficienza del governo.
Al suo governo è attribuito il merito di aver dato stabilità economica ad un Paese per anni segnato dall'iperinflazione. Allo stesso tempo, le crisi economiche in Messico nel 1994, in Asia orientale nel 1998, in Russia nel 1998 e in Argentina nel 2002 ridussero le prospettive di crescita economica durante la sua presidenza.
Fu sempre durante la sua amministrazione che molte imprese statali furono privatizzate, e che per la prima volta furono create agenzie regolatrici per supervisionare e regolare molti settori dell'industria (energia, petrolio e aeronautica, fra le altre). L'amministrazione di Fernando Henrique Cardoso altresì pose grande attenzione alle relazioni internazionali. Oltre ad aderire all'Organizzazione mondiale del commercio (OMC) e partecipare alla Ronda de Uruguay, il Brasile partecipò alla missione di pace INTERFET in Timor Est.

## Governo Lula (2003–2010)

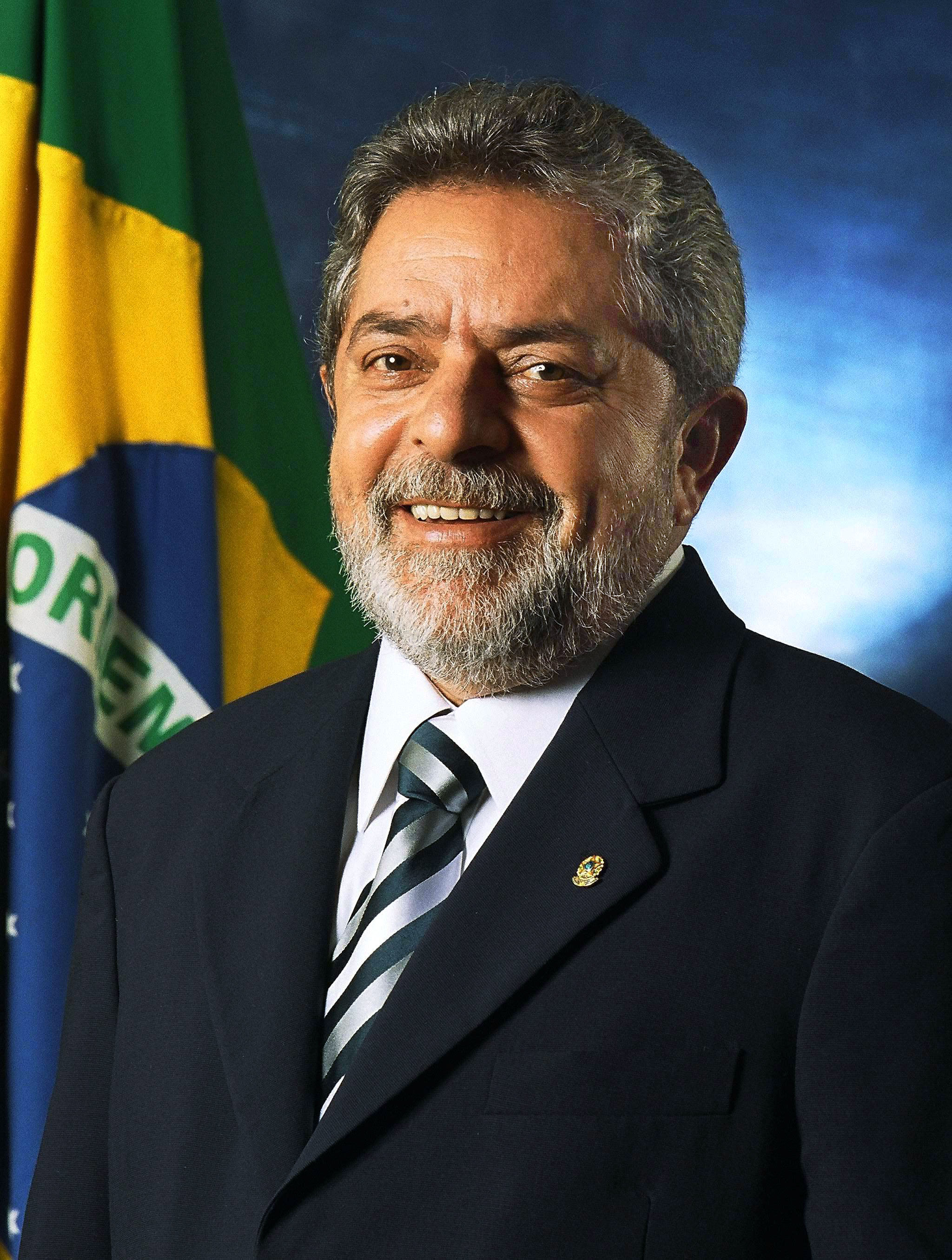
Lula, primo operaio eletto presidente nel 2002, fu rieletto nel 2006

Dopo otto anni di governo di Fernando Henrique Cardoso, nel 2002 fu eletto presidente della repubblica l'ex metallurgico Luiz Inácio Lula da Silva, del Partito dei Lavoratori (PT), tradizionale partito di sinistra brasiliano. Lula aumentò la portata dei progetti sociali, trasformando la Bolsa Escola in Bolsa Família e creando nuovi programmi come il Prouni. Nel 2006 Luiz Inácio Lula da Silva venne rieletto Presidente della Repubblica.
Nonostante la stabilità macroeconomica che aveva ridotto inflazione e tassi d'interesse, e aumentato il reddito pro capite, facendo entrare il Paese nella lista dei Paesi più promettenti del mondo (in termini di potenziale sviluppo economico) insieme a Cina, Russia, India e Sudafrica (i cosiddetti BRICS) sotto la guida di Lula, permanevano ancora marcate differenze tra la popolazione urbana e quella rurale, tra gli Stati del Nord e quelli del Sud, tra i poveri e i ricchi.
L'economia constava di settori industriale ed agricolo molto sofisticati, e di un terziario in espansione. Le recenti amministrazioni avevano ampliato l'inserimento del Paese nel mercato mondiale, con un balzo degli investimenti e della produttività in alcuni settori, come le telecomunicazioni e l'industria automobilistica, ma con un ritardo in termini di efficienza dei porti marittimi, delle ferrovie, della produzione di energia elettrica, degli aeroporti e di altri miglioramenti infrastrutturali, che potevano ridurre il cosiddetto "costo del Brasile". Il Paese iniziò a puntare sulle esportazioni nel 2004 e, nonostante l'apprezzamento del real e la crisi internazionale, nel 2008 raggiunse esportazioni per 197,9 miliardi di dollari e importazioni per 173,2 miliardi, collocandosi tra i 19 maggiori esportatori del pianeta.

## Governo Dilma (2011–2016)

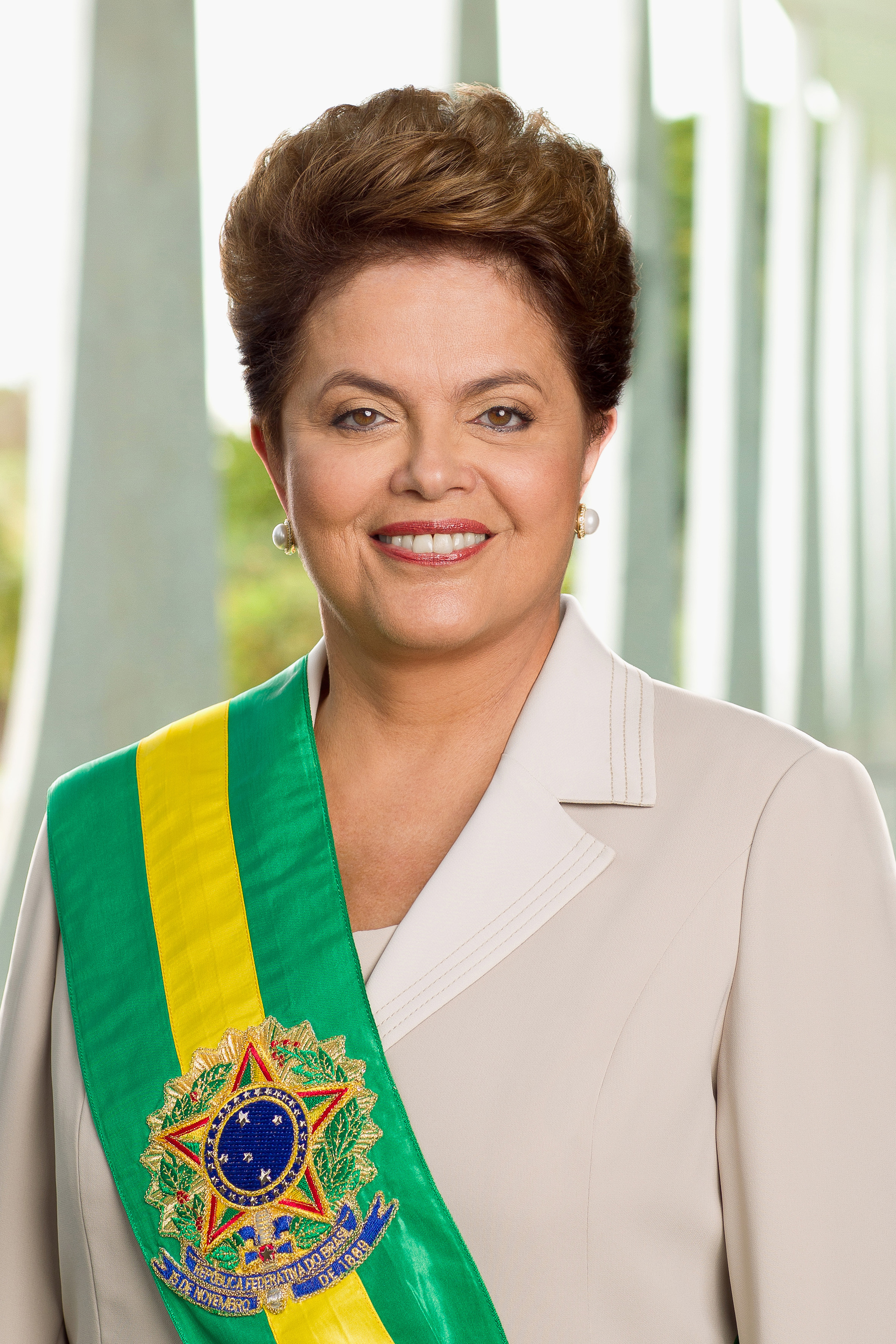
Dilma Rousseff, la prima donna eletta Presidente del Brasile eletta nel 2010, rieletta nel 2014, subì un impeachment e fu deposta nel 2016

Nell'ottobre 2010, al secondo turno delle presidenziali, il Brasile elesse per la prima volta una donna come capo del potere esecutivo. Dilma Rousseff (originaria di Belo Horizonte, Minas Gerais) assunse la carica di Presidente della Repubblica Federale del Brasile, prestando, come tutti gli altri presidenti eletti nella Nova República, giuramento solenne avanti il Congresso Nazionale il 1 gennaio 2011. Dilma proseguì i programmi del governo Lula, come: il Luz para Todos, di cui hanno beneficiato più di 3 milioni di famiglie fino al 2013, la seconda fase del Programa de Aceleração do Crescimento, che fornì risorse dell'ordine di 1,59 trilioni di real in una serie di investimenti, come trasporti, energia, cultura, ambiente, sanità, aree sociali e abitazioni, e il programma Minha Casa, Minha Vida che ottenne investimenti per un totale di 34 miliardi di real, con cui furono costruite 1 milione di abitazioni nella prima fase, mentre la seconda fase prevedeva la costruzione di 2 milioni di abitazioni con investimenti pari a 125,7 miliardi di real.
Nel giugno 2013 si scatenarono nel Paese numerose manifestazioni popolari, e milioni di persone scesero in strada in tutti gli Stati [federati del Brasile] per contestare gli aumenti nelle tariffe dei trasporti pubblici, la truculenza della polizia militare degli Stati, più altre rivendicazioni. Tra le principali sfide del Paese per il futuro c'erano un salto di qualità nell'istruzione e nella sanità, la riduzione della burocrazia per l'imprenditoria e una risposta efficiente ai crescenti problemi di sicurezza pubblica e di "favelificazione" dei centri urbani. Tali manifestazioni nel luglio 2013 produssero il lancio del programma Mais Médicos che aveva come obiettivo portare 15 000 professionisti della salute ad assistere le zone carenti del Brasile. Nel 2014 il Brasile ospitò il campionato mondiale di calcio. Alla fine del primo governo di Dilma scattò l'Operação Lava Jato, da cui emerse uno schema di riciclaggio di denaro che aveva movimentato più di 10 miliardi di real, considerato dalla polizia federale il più grande schema di corruzione della storia del Brasile. Questa iniziativa (Operação Lava Jato) si rivelò negli anni seguenti piuttosto controversa e viziata da abusi e contraddizioni, come la ricusazione del giudice Sergio Moro sancita dal Tribunale supremo federale (STF) nel 2021.
Dopo le polarizzate presidenziali del 2014, Rousseff venne rieletta con il 51,64% dei voti validi, sconfiggendo al secondo turno il candidato Aécio Neves. Durante la campagna elettorale un incidente aereo costò la vita al candidato PSB Eduardo Campos. Nel marzo 2015, vi furono nuove proteste in diversi Stati, soprattutto contro la corruzione, in particolare a causa dell'Operação Lava Jato, condotta dalla Polizia federale. A seguito dell'enorme e crescente insoddisfazione popolare nei confronti del governo, la base politica della presidente si deteriorò e nel dicembre dello stesso anno fu avviato un processo di impeachment contro la presidente, basato sulle accuse di cosiddette pedaladas fiscais commesse dal suo governo. L'atto suscitò grandi polemiche e divise il Paese tra gruppi antigovernativi (per lo più di destra) e gruppi filo-governativi (per lo più di sinistra). Il 17 aprile 2016, la Camera dei Deputati approvò l'avvio del processo, che venne poi inviato al Senato per la trattazione. Dilma Rousseff terminò il suo mandato nel bel mezzo della crisi economica del 2014, considerata una delle più grandi della storia del Brasile, con un'inflazione nel 2015 al 10,67%, una disoccupazione a settembre 2016 all'11,8%, che colpì 12 milioni di brasiliani, e un calo del PIL per due anni consecutivi: nel 2015 un calo del 3,8% e nel 2016 un calo del 3,6%.
Nel settembre 2022, il giudice Frederico Botelho de Barros Viana del IV Tribunale Civile Federale del Distretto Federale ha respinto la causa per irregolarità amministrativa presentata dalla Procura Federale (MPF) per le "pedaladas fiscais", ordinando l'archiviazione del caso. Il 21 agosto 2023, il Tribunale Regionale Federale della I Regione (TRF-1) ha confermato la decisione di archiviazione del caso contro la Presidente Dilma Rousseff, ribadendo la sua innocenza.

## Governo Temer (2016–2018)

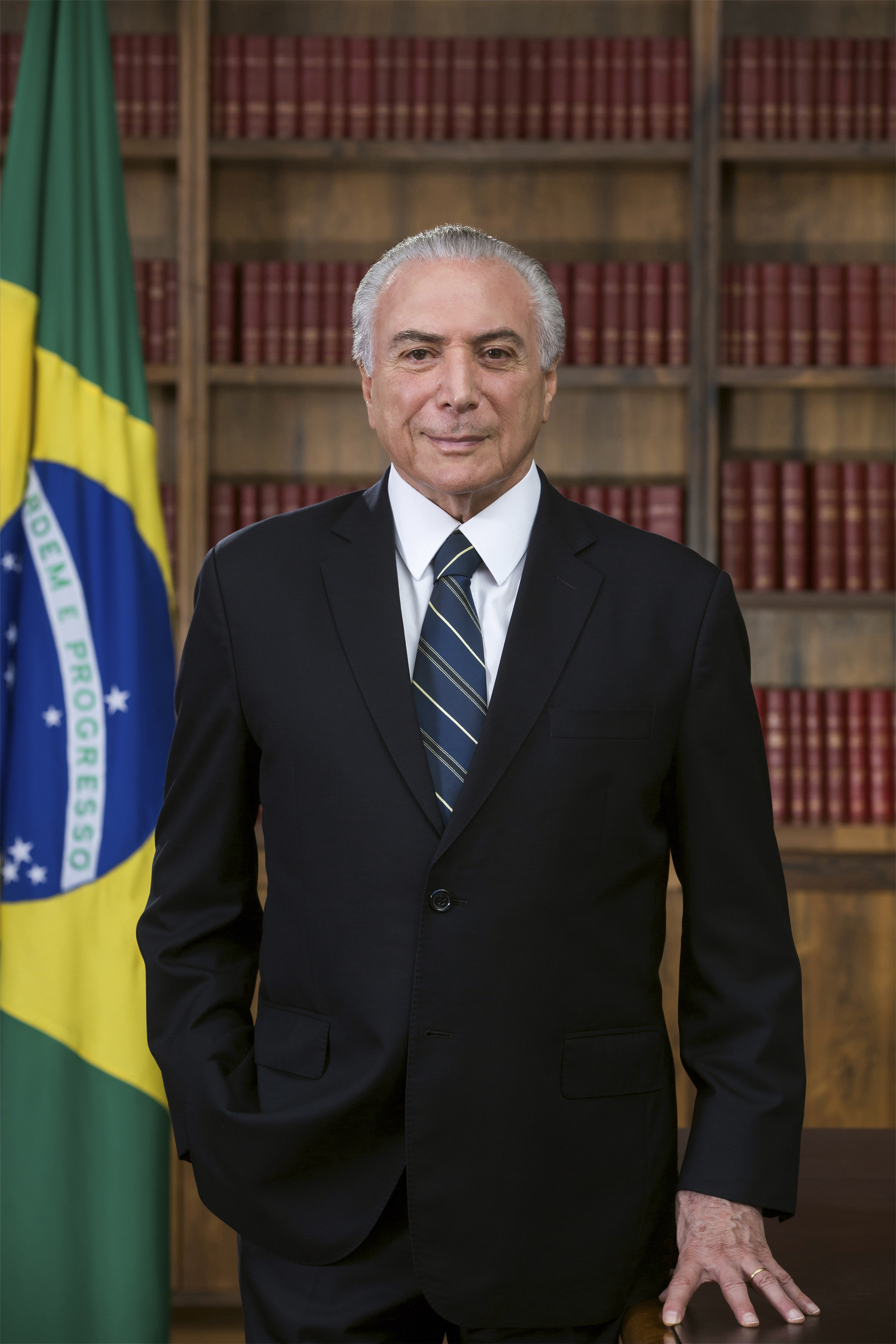
Michel Temer, allora vicepresidente, assunse il potere nel 2016

Il 12 maggio 2016 il Senato Federale approvò l'ammissibilità del processo con 55 voti favorevoli, 22 contrari e 2 astenuti. La presidente Dilma Rousseff fu rimossa dall'incarico e il vicepresidente Michel Temer le subentrò ad interim fino al processo in Senato diretto dal presidente della Tribunale Supremo Federale, Ricardo Lewandowski. Il Brasile ospitò, in agosto e settembre, i Giochi olimpici e i Giochi paralimpici del 2016, rispettivamente. Il 31 agosto 2016 il Senato approvò la messa in stato di accusa di Dilma Rousseff con 61 voti favorevoli e 20 contrari e revocò il mandato di Dilma. Il vicepresidente Michel Temer prestò giuramento come Presidente della Repubblica in virtù del posto vacante.
Definendo il suo stesso governo "riformista", Temer utilizzò la sua ampia maggioranza nel Congresso Nazionale per produrre un'agenda di riforme politiche come Emendamento costituzionale del tetto della spesa pubblica, Riforma dell'insegnamento medio, Riforma del diritto del lavoro, e della previdenza; quest'ultima sospesa nel 2018, tanto per la mancanza di voti (appoggio del Congresso) quanto per l'intervento federale nel Rio de Janeiro del 2018, la cui pendenza impediva, per regola costituzionale, che fosse approvata la riforma. Nel dicembre 2018 è stato decretato l'intervento federale nel Roraima, con l'obiettivo di alleviare la situazione della sicurezza interna e la crisi finanziaria dello Stato. Entrambi gli interventi sono terminati alla fine dell'amministrazione Temer. La squadra economica del governo, guidata dal Ministro delle Finanze Henrique Meirelles, è riuscita a controllare l'inflazione, ma il tasso di disoccupazione del Paese continua a salire, raggiungendo il 13,7% della popolazione nell'aprile 2017.
Nel maggio 2017, dopo un anno di governo, Temer si vide coinvolto in nuovi scandali, specie dopo le intercettazioni del socio del gruppo J&F Investimentos, Joesley Batista. Temer e il suo consigliere speciale, il deputato Rodrigo Rocha Loures, avrebbero negoziato vantaggi indebiti con il gruppo, per i quali Rodrigo venne filmato e in seguito arrestato per aver ricevuto tangenti.
A causa della crescente ondata di violenza in Brasile, nel giugno 2018 il presidente promulgò la legge istitutiva del Sistema Único de Segurança Pública (Sistema Unico di Sicurezza Pubblica, in sigla: SUSP), subordinato al nuovo Ministério da Segurança Pública presieduto da Raul Jungmann. Tale misura si prefiggeva di unificare in tutto il Paese la lotta a violenza e criminalità. Michel Temer concluse il suo mandato con il più basso consenso generale post-dittatura militare, essendo considerato cattivo o pessimo dal 62% della popolazione.

## Governo Bolsonaro (2019 - 2022)

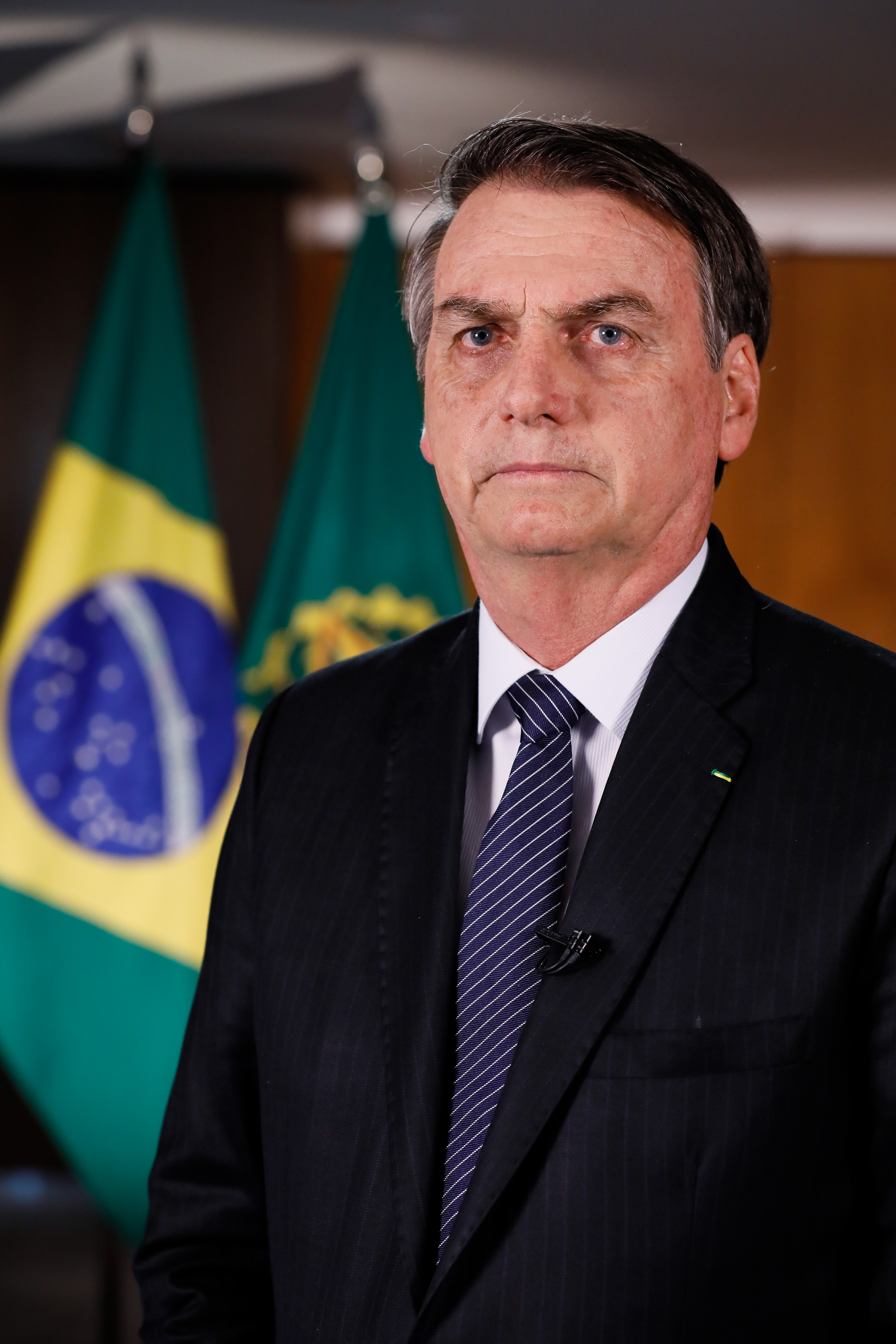
Jair Bolsonaro

Il Governo Bolsonaro ebbe inizio il 1 gennaio 2019, e termine il 31 dicembre 2022, dopo il passaggio di consegne con il precedente esecutivo Temer. Militare riservista, membro del Partito Social-Liberale (PSL), Jair Bolsonaro fu eletto 38º presidente del Brasile il 28 ottobre 2018, con il 55,13% dei voti validi al secondo turno delle presidenziali, battendo il candidato del Partito dei Lavoratori (PT), Fernando Haddad, che ottenne il 44,87% dei voti validi. Gli analisti arrivarono a supporre che l'ascesa di Bolsonaro avrebbe significato la fine della Nova República.
Il governo prese vita con 22 ministeri, sette in più di quanto promesso. Di questi, sedici avevano sede nella Spianata dei Ministeri e quattro nel Palácio do Planalto. L'Avvocatura generale e la Banca centrale erano portafogli transitori e persero il loro status di ministero. Il governo pose sette militari di alto rango ai vertici, senza contare il vicepresidente Hamilton Mourão e il presidente stesso. Quanto al numero di militari al governo, il governo di Bolsonaro eguagliò o superò i gabinetti succedutisi nel recente regime militare brasiliano.
Il primo anno di governo Bolsonaro fu segnato dall'avvio al Congresso e dalla successiva approvazione della riforma della previdenza, con cambiamenti in relazione all'abbozzata riforma riconducibile al governo precedente. L'economia, sotto la guida di Paulo Guedes, cominciò a dar segni di ripresa, con il tasso di disoccupazione che sarebbe sceso all'11% entro la fine del 2019 e il PIL che sarebbe cresciuto dell'1,1% nel primo anno di gestione. Tale progresso ebbe però vita breve. Nel 2020 il Brasile entrò daccapo in recessione, anche a causa della pandemia di COVID-19, che cagionò spese intorno al 10% del PIL per affrontare il virus. In quello stesso periodo il governo varò al Congresso la riforma tributaria e la riforma amministrativa, oltre a misure per combattere il virus come l'Auxílio Emergencial ed emendamenti per aiutare Stati federati del Brasile e municipalità. Per non accrescere il tasso di disoccupazione nel periodo pandemico, il governo lanciò il programma di preservazione dell'impiego "Pronampe", da cui discesero 19 milioni di accordi e 9,7 milioni di lavoratori beneficiati. Nel campo delle infrastrutture, con un budget limitato a 5,3 miliardi di real nel 2020, il governo lanciò il programma "Pro-Infra" allo scopo di stimolare gli investimenti privati nelle infrastrutture del Paese, con la concessione di porti, aeroporti, autostrade, ferrovie e linee di trasmissione.
Il governo di Jair Bolsonaro è citato come il punto di ascesa del neofascismo in Sudamerica nel XXI secolo, a partire dal negazionismo scientifico, da una retorica bellicosa e da misure autoritarie che limitavano i diritti della popolazione parallelamente ad una politica economica neoliberista. A causa di fattori come l'antipetismo, la paura e la reazione all'insurrezione del 2013, nonché le crisi economiche del 2008 e del 2014, Jair Bolsonaro è emerso come un'opzione praticabile, non a causa di un progetto strategico ben definito, ma quasi accidentalmente. Così, la molteplicità dei gruppi che compongono Bolsonaro, le varie ali (militare, ideologica, religiosa, del capitale, ecc.) presentavano diversi divergenze pragmatiche, strategie, obiettivi e metodi. Il nucleo di questo neofascismo brasiliano fece convergere i suoi interessi e la sua retorica con il fondamentalismo religioso pentecostale ed entrambi si allearono con settori dell'esercito e dei think tank liberali, cosicché all'interno del bolsonarismo esisteva un blocco di potere composto da conservatori non fascisti e neofascisti di estrema destra;] anche se ancora senza il sostegno di un movimento di massa ampio e fanatico, che era la base del fascismo europeo.
La religiosità del bolsonarismo era accompagnata da un'ostilità verso la scienza e la ragione, che si mostrò in modo particolarmente palese durante la pandemia di COVID-19. Bolsonaro elogiò la idrossiclorochina come una cura miracolosa contro il COVID-19 e fece intensa propaganda e difesa di tale medicina, che non ha evidenza scientifica della sua efficacia. Diversi parlamentari bolsonaristi si pronunciarono contro la vaccinazione e l'ex ministro degli Esteri, Ernesto Araújo, affermò che la pandemia era una "cospirazione globalista". Questa ostilità alla scienza era già evidente nel 2019, quando decine di migliaia di incendi ardevano il Bacino dell'Amazzonia, e Bolsonaro definì "menzogne" i dati dell'INPE.

## Governo Lula (2023 - presente)

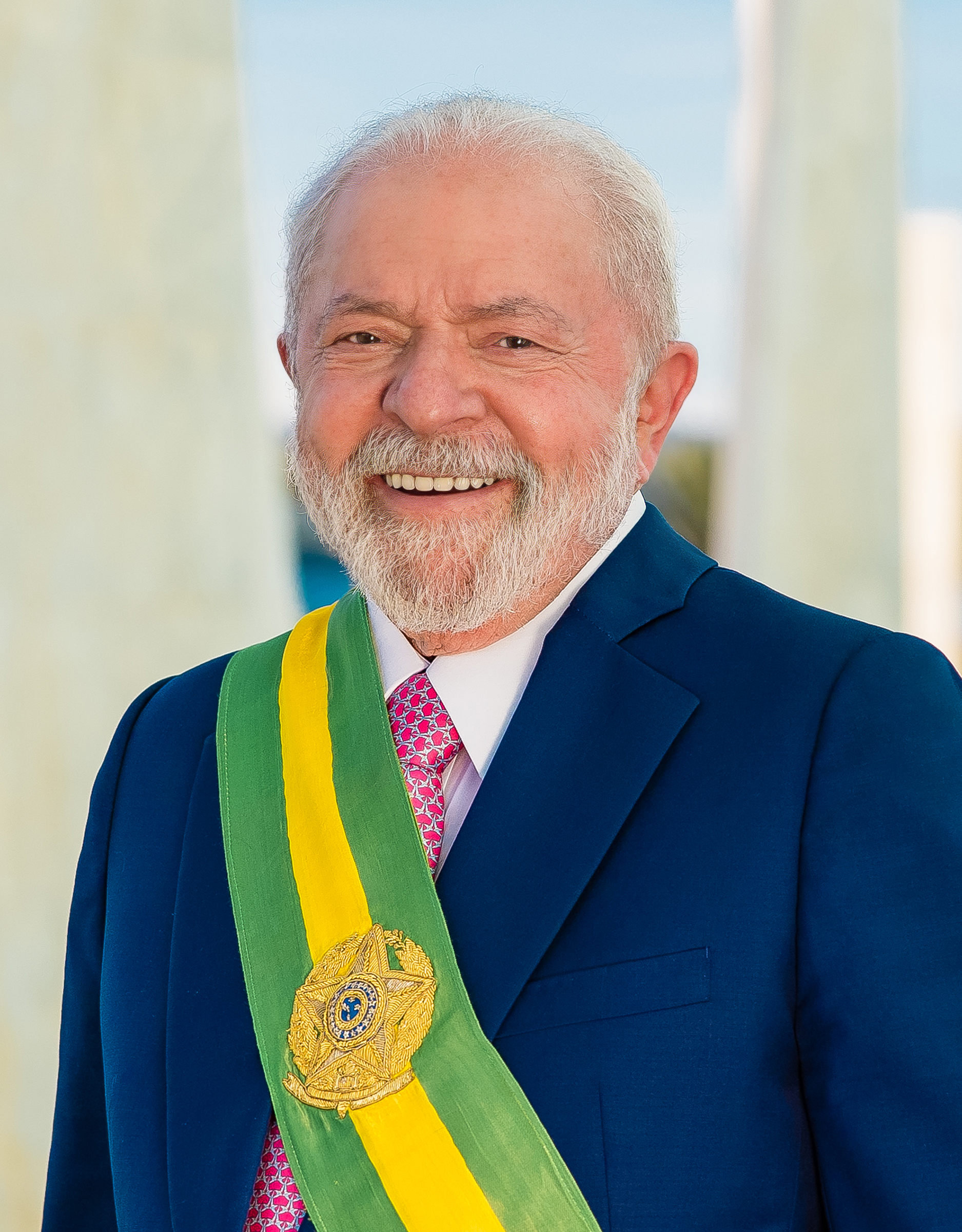
Lula nel suo terzo mandato

Dopo essere stato forzatamente escluso dalla politica per effetto di accuse penali, poi rivelatesi infondate, dal 1 gennaio 2023 Luiz Inácio Lula da Silva (PT) ridivenne presidente, per un terzo mandato successivo a quelli ricoperti tra il 2003 e il 2011. Alle presidenziali del 2022 era infatti riuscito a prevalere su Bolsonaro. 
Con lo slogan "Unione e ricostruzione", il governo sarebbe stato inizialmente composto da 37 ministeri, 15 in più rispetto al governo precedente. Si tratta del secondo numero più alto di portafogli dalla ri-democratizzazione del 1985, inferiore solo a quello osservato nel secondo governo Dilma Rousseff, che aveva 39 portafogli.